# Unilacrymales
Unilacrymales är en ordning inom basidiesvamparna som tillsammans med Dacrymycetales utgör klassen Dacrymycetes. Ordningen upprättades av ett japanskt team 2013 för att omsluta endast arten Unilacryma unispora (tidigare förd till Dacrymyces och först beskriven som Platygloea unispora av den amerikanske mykologen Lindsay Shepherd Olive 1958) vilken vid en molekylärfylogenetisk analys av arter inom Dacrymycetes visade sig vara basal i förhållande till övriga arter i klassen. Därvid skapade de även den nya familjen Unilacrymaceae och släktet Unilacryma.
Fruktkropparna är kuddlika och har en gelé- eller broskartad konsistens. Sporerna är rundade och har både longitudinella och transversella septa. Den viktigaste morfologiska skillnaden gentemot arterna inom Dacrymycetales är att basidierna är  ensporiga och ogrenade, ej tvåsporiga och stämgaffellikt tvågrenade. Unilacryma unispora lever saprotrofiskt och orsakar brunröta på trä (i Japan på döda grenar av japansk tall, Pinus densiflora). Hos Dacrymyces ovisporus förekommer enkla basidier i varierande grad tillsammans med grenade och denna art misstänks stå nära Unilacrymales - inga molekylyrfylogenetiska analyser har dock ännu gjorts.